# Sol-gel

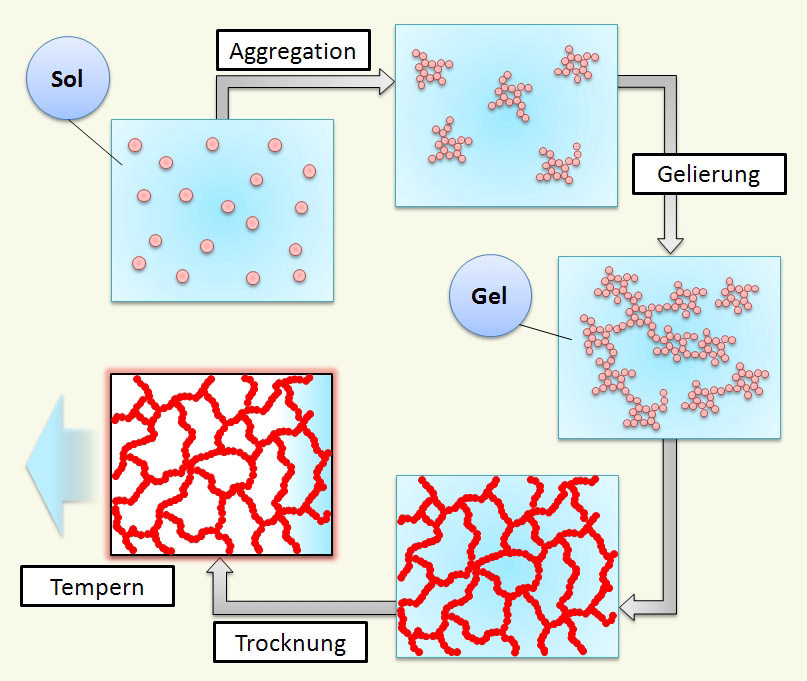
Proceso Sol-Gel

En ciencias de los materiales, el proceso sol-gel es un método de producción de materiales sólidos a partir de moléculas pequeñas. Este método es usado para la fabricación de óxidos metálicos, especialmente de silicio y titanio. El proceso implica la conversión de monómeros en una solución coloidal (sol) que actúa como precursor de una red integrada (o gel) de partículas discretas o polímeros reticulados. Los precursores típicos son alcóxidos.

## Etapas del proceso
En este proceso químico, el "sol" (o solución) gradualmente evoluciona hasta formar un sistema difásico parecido a un gel, que contiene una fase líquida y otra sólida, cuya morfología oscila desde partículas discretas hasta redes poliméricas continuas. En el caso de un coloide, la fracción de volumen de las partículas (o densidad de partículas) puede ser tan baja que una cantidad significativa de fluido debe ser retirada al inicio para que las propiedades del gel puedan reconocerse. Esto se puede lograr de distintas formas. El método más sencillo es esperar a que el líquido sedimente para luego vaciarlo. El proceso separación de fases puede acelerarse mediante centrifugación.
La supresión del líquido restante (solvente) requiere de un proceso de secado; el cual típicamente va acompañado de un proceso de contracción y densificación. El ritmo mediante el cual el solvente puede ser removido está fundamentalmente determinado por la porosidad del gel. La microesctructura del componente final estará fuertemente influenciada por cualquier cambio de la plantilla estructural durante esta fase del proceso.
Después, un tratamiento térmico o de cocción, es normalmente requerido para crear mayor policondensación, mejorar características mecánicas y estabilidad estructural. Con esto lograremos sinterización, densificación y por lo tanto aumento de tamaño del grano. Una de las ventajas del uso de este método, a diferencia de otros más tradicionales, es que la densificación normalmente es alcanzada a temperaturas mucho más bajas.
El sol precursor puede ser depositado en un sustrato para formar una película (por ejemplo, mediante recubrimiento por inmersión o por centrifugación); vaciarse en una contenedor con la forma deseada (por ejemplo, para obtener cerámicas monolíticas, cristales, fibras, membranas, aerogeles...); o usada para crear polvos (microesferas, nanoesferas). El enfoque sol-gel es una técnica fría y barata que permite mantener un preciso control de la composición final del producto. Incluso pequeñas cantidades de dopantes, como colorantes orgánicos y tierras raras, pueden insertarse en el sol y al final quedar uniformemente disperso en el producto final. Puede usarse en procesamiento y manufactura de cerámicas como un material de fundición de precisión o como una manera de producir películas muy delgadas de óxidos metálicos. Los materiales derivados de este proceso tienen diversas aplicaciones en campos como la óptica, electrónica, en la industria espacial, biosensores, medicina (por ejemplo en la liberación controlada de fármacos) y tecnologías de separación de materiales (como la cromatografía).
El interés en este procedimiento puede ser rastreado desde la mitad del siglo XIX, cuando científicos observaron que la hidrólisis del ortosilicado de tetraetilo bajo condiciones ácidas producía dióxido de silicio en forma de fibras y monolitos. El estudio de este procedimiento adquirió tal relevancia que para la década de 1990 se habían publicado más de 35000 artículos científicos a nivel mundial sobre el tema.

## Partículas y polímeros
El término coloide es usado principalmente para describir una amplia gama de mezclas sólidas-líquidas, las cuales contienen distintas partículas sólidas (y/o líquidas) que se encuentran dispersas en varios niveles en un medio líquido. El término es claro respecto al tamaño de las partículas individuales, las cuales tienen dimensiones mayores a las atómicas pero son lo suficientemente pequeñas para manifestar el efecto browniano. Si las partículas son lo suficientemente grandes, su comportamiento dinámico en un período de tiempo dado en suspensión viene definido por las fuerzas de la gravedad y sedimentación. Pero si son lo bastante pequeñas para ser coloides, su movimiento irregular en suspensión puede ser atribuido a bombardeo colectivo de un sinfín de moléculas agitadas en el medio líquido, como lo estableció originalmente Einstein en 1905. Einstein concluyó que este comportamiento errático puede ser descrito usando la teoría del efecto browniano, siendo la sedimentación un resultado posible a largo plazo. Este rango de tamaño crítico (o diámetro de la partícula) usualmente va desde decenas de angstroms (10−10 m) hasta unos pocos micrómetros (10−6 m).
- Bajo ciertas condiciones químicas (específicamente en soles catalizados por bases), las partículas pueden crecer hasta alcanzar el tamaño adecuado para ser coloides, los cuales son afectados tanto por la sedimentación como por la gravedad. Suspensiones estables de esas partículas sub-micrométricas pueden resultar en autoensamblaje de las mismas, produciendo estructuras altamente ordenadas, evocando la estructura del prototipo de un cristal coloidal: el ópalo.[6]
- Bajo ciertas condiciones químicas (específicamente en soles catalizados por ácidos) las fuerzas existentes entre las partículas tienen suficiente fuerza para causar acumulación y floculación antes de su crecimiento. La formación de una red continua más abierta de polímeros de baja densidad presenta ciertas ventajas respecto a las propiedades físicas en la formación de cristales de gran dureza y componentes cerámicos/cristalinos en dos y tres dimensiones.[7]

En cualquier caso (partículas discretas o redes poliméricas continuas), el sol evoluciona luego hacia la formación de una red inorgánica que contiene una fase líquida (gel). La formación de un óxido metálico implica conectar los centros metálicos con ligandos coordinantes como lo son los complejos oxo (M-O-M) o hidroxo (M-OH-M), para luego generar polímeros de la forma metal-oxígeno o metal-hidróxido en solución.
En ambos casos (partículas discretas o redes poliméricas continuas), el proceso de secado ayuda a remover la fase líquida del gel, generando un cristal amorfo y micro-poroso o una cerámica microcristalina. Posteriormente un tratamiento térmico (cocción) debe ser realizado a fin de favorecer la policondensación y mejorar las propiedades mecánicas.
Con la viscosidad de un sol ajustada en un rango adecuado, es posible la extracción de fibra de vidrio y fibra de cerámica, las cuales son usadas para crear sensores de fibra óptica y aislantes térmicos, respectivamente. Además, ciertos polvos cerámicos pueden formarse por precipitación.

## Polimerización
Un alcóxido bien conocido es el tetraetóxido de silicio u ortosilicato de tetraetilo (TEOS por sus siglas en inglés). La fórmula química del TEOS es Si(OC2H5)4  ó Si(OR)4 dónde el R corresponde al grupo alquilo C2H5.
Los alcóxidos son precursores químicos ideales para la síntesis sol.gel porque reaccionan fácilmente con el agua. Esta reacción es llamada hidrólisis, porque un ion hidroxilo se une al átomo se silicio, como se muestra a continuación:
Si(OR)4 + H2O → HO-Si(OR)3 + R-OH
Dependiendo de la cantidad de agua y de catalizador presente, la hidrólisis puede llevar a la creación de dióxido de silicio:
Si(OR)4 + 2 H2O → SiO2 + 4 R-OH
A menudo la hidrólisis requiere una gran cantidad de agua y/o un catalizador como ácido acético o ácido clorhídrico. Compuestos intermediarios en la reacción, tales como [(OR)2–Si-(OH)2] ó [(OR)3–Si-(OH)] pueden surgir como productos de reacciones hidrolíticas parciales. De dos monómeros parcialmente hidrolizados unidos por un siloxano,  pueden resultar intermediarios al principio de la reacción: 
(OR)3–Si-OH + HO–Si-(OR)3 → [(OR)3Si–O–Si(OR)3] + H-O-H 
ó 
(OR)3–Si-OR + HO–Si-(OR)3 → [(OR)3Si–O–Si(OR)3] + R-OH
Por definición, la condensación libera pequeñas moléculas, como agua o alcoholes. Este tipo de reacción puede continuar creando moléculas de silicio más y más grandes por el proceso de polimerización. En consecuencia, un polímero es una gran molécula (o macromolécula) formada a partir de cientos o miles de unidades llamadas monómeros. El número de enlaces que un monómeno es capaz de formar es llamado su funcionalidad. La polimerización del alcóxido de silicio, por ejemplo, puede llevar a una compleja ramificación del polímero, esto ya que un monómero completamente hidrolizado, (Si(OH)4, por ejemplo) es tetrafuncional (puede crear enlaces en cuatro direcciones distintas). Alternativamente, bajo ciertas condiciones (por ejemplo, baja concentración de agua) 4 o menos de los ligandos (grupos OR u OH) podrán condensar, por lo tanto, ocurrirá menor derivación. Los mecanismos de hidrólisis y condensación, y los factores que influyen en la formación de estructuras lineales o ramificadas son los puntos más críticos del estudio del proceso de gelización. Esta reacción ocurre en medios tanto básicos como ácidos.